# Mariana Nunes
Mariana de Sousa Nunes (Brasília, 23 de novembro de 1980) é uma atriz brasileira.

## Biografia
Nascida em Brasília, Mariana viveu na quadra 305 Norte até completar 18 anos. Atualmente, a atriz vive na cidade do Rio de Janeiro desde 2008. É formada na Faculdade de Artes Dulcina de Moraes, a FADM. Durante dois anos, integrou a companhia "Coletivo Irmãos Guimarães' dos irmãos Adriano e Fernando Guimarães, viajando pelo Brasil e exterior, atuando nas peças Luz Menos, Respiração Emboladae  Cirandas, As Quatro Estações das Flores. e estudou interpretação para televisão e cinema no Instituto del Cine de Madrid.
Em 2003, fez uma participação na novela Mulheres apaixonadas, de Manoel Carlos. Papel conquistado fruto da Oficina de Atores ministrada pela Rede Globo. Interpretou a personagem Mariana no filme Alemão. Em 2010, participou da série  A Cura no papel de uma escrava degolada pelo seu dono a fim de provocar o dom de um menino médium.Participou das duas temporadas da série policial Carcereiros no papel da professora Janaína que vivia em  conflito com o marido Adriano, papel de Rodrigo Lombardi. Em 2019, atuou nos três primeiros episódios da série Segunda Chamada, no papel da aluna Gislaine que estuda na Escola Estadual Carolina Maria de Jesus  e que trabalha como prostituta e sonha ser médica. No mesmo ano, protagonizou o episódio "Teresa" da série do GNT, Vítimas Digitais, como uma atriz que é estuprada por um rapaz no segundo encontro. Em 2020, entra pro elenco da novela Amor de Mãe interpretando Rita, a mãe biológica de Camila, papel de Jéssica Ellen. Já em 2022, encarna uma das protagonistas de Todas as Flores, novela original da Globoplay, em que vive a costureira Judite Xavier, arquiinimiga da vilã Zoé (Regina Casé).

## Vida Pessoal
Mariana namora a também atriz Tati Villela, com quem protagonizou o espetáculo Amor e Outras Revoluções, sobre a relação amorosa entre duas mulheres negras. 

## Filmografia

### Televisão
| Ano       | Título                     | Personagem                 | Nota                                 |
| --------- | -------------------------- | -------------------------- | ------------------------------------ |
| 2003      | Mulheres Apaixonadas       | Francisneide               | Episódios: "8–9 de março"            |
| 2010      | A Cura                     | Mucama                     | Episódio: "24 de agosto"             |
| 2012      | O Brado Retumbante         | Repórter                   | Episódio:                            |
| 2013      | A Menina Sem Qualidades    | Sofia                      |                                      |
| 2014      | Motel                      | Patrícia                   | Episódio: "Pura Luxuria"             |
| 2014      | Dupla Identidade           | Dina                       |                                      |
| 2016      | Alemão - Lados do Complexo | Mariana                    |                                      |
| 2016      | Liberdade, Liberdade       | Blandina                   |                                      |
| 2017-2021 | Carcereiros                | Janaína Macedo             |                                      |
| 2018      | O Mecanismo                | Liana Nero                 |                                      |
| 2019      | Segunda Chamada            | Gislaine Silva de Oliveira |                                      |
| 2019      | Vítimas Digitais           | Teresa Marcondes           | Episódio: "Teresa"                   |
| 2020      | Amor de Mãe                | Rita Pereira Moura         | Episódio: "6–21 de março"            |
| 2020      | Falas Negras               | Lélia Gonzalez             | Especial do Dia da Consciência Negra |
| 2020-2024 | Um Dia Qualquer            | Penha                      |                                      |
| 2021      | Quanto Mais Vida, Melhor!  | Drª. Joana Valdares        |                                      |
| 2022      | Todas as Flores            | Judite Xavier              |                                      |
| 2023      | Amar é Para os Fortes      | Edna                       |                                      |
| 2024      | Os Outros                  | Maria Guimarães            |                                      |
| 2025      | Grande Sertão: A Série     | Otacília                   |                                      |

### Cinema
| Ano  | Título                                  | Personagem                 | Notas          |
| ---- | --------------------------------------- | -------------------------- | -------------- |
| 2007 | Última Estação: Tu                      |                            | Curta-metragem |
| 2007 | Con Nombre de Tango                     |                            | Curta-metragem |
| 2008 | A Morte do Toureador                    |                            | Curta-metragem |
| 2008 | Red Flag Toilet Clogger                 | Mulher Brasileira          | Curta-metragem |
| 2009 | O Homem Mau Dorme Bem                   | Raquel                     |                |
| 2011 | Além dos Sentidos                       | Filha (jovem)              | Curta-metragem |
| 2011 | Febre do Rato                           | Rosângela                  |                |
| 2012 | Trinta                                  | Isabel                     |                |
| 2012 | Quinto Andar                            |                            | Curta-metragem |
| 2013 | Blaxploitation: A Rainha Negra          | Eva Brown                  | Curta-metragem |
| 2013 | Todos Esses Dias Em Que Sou Estrangeiro | Cliente restaurante        | Curta-metragem |
| 2014 | Alemão                                  | Mariana                    |                |
| 2014 | O Outro Lado do Paraíso                 | Enide                      |                |
| 2015 | Maresia                                 | Maria                      |                |
| 2016 | Pelé: O Nascimento de uma Lenda         | Celeste Arantes            |                |
| 2016 | São Jorge                               | Susana                     |                |
| 2016 | O Último Trago                          | Augustina                  |                |
| 2017 | Zama                                    | Malemba                    |                |
| 2019 | Divino Amor                             | Ligia                      |                |
| 2019 | M8 - Quando a Morte Socorre a Vida      | Cida                       |                |
| 2021 | Doutor Gama                             | Claudina Fortunata Sampaio |                |
| 2021 | Um Dia Qualquer                         | Penha                      |                |
| 2022 | Alemão 2                                | Mariana                    |                |
| 2022 | Pureza                                  | Eunice                     |                |
| 2022 | A Morte Habita à Noite                  | Ligia                      |                |
| 2023 | Amores Pandêmicos                       | Antonia                    |                |
| 2024 | Grande Sertão                           | Otacília                   |                |

### Videoclipe
| Ano  | Canção                     | Artista       |
| ---- | -------------------------- | ------------- |
| 2014 | "Alma Sebosa"              | Johnny Hooker |
| 2017 | "A Mulher do Fim do Mundo" | Elza Soares   |

## Teatro
| Ano  | Peça                                    | Personagem     | Nota            |
| ---- | --------------------------------------- | -------------- | --------------- |
| 2003 | Luz Menos                               | [ 27 ]         |                 |
| 2004 | Respiração Embolada                     |                |                 |
| 2004 | Cirandas, As Quatro Estações das Flores |                |                 |
| 2004 | Amor                                    | Julieta Coelho |                 |
| 2011 | Cabaré das Donzelas Inocentes           | Prostituta     |                 |
| 2011 | Autopeças 2 - Peças de encaixar         | Mulher         |                 |
| 2012 | Paralelamente                           | Mulher         |                 |
| 2014 | Microteatro                             | Mulher         | Também criadora |
| 2016 | Please, Continue (Hamlet)               | Ofélia         |                 |
| 2016 | Invisível                               | Mulher         |                 |
| 2017 | Cenas Afora - Solos Femininos           | Mulher         | Também criadora |
| 2017 | A História dos Ursos Panda              | Mulher         |                 |
| 2018 | Isso Vai Funcionar de Alguma Forma      | Mulher         |                 |

## Prêmios e indicações
| Ano  | Prêmio                                        | Categoria                           | Trabalho                          | Resultado |
| ---- | --------------------------------------------- | ----------------------------------- | --------------------------------- | --------- |
| 2009 | Cine PE                                       | Prêmio Kalunga de Atriz Coadjuvante | O Homem Mau Dorme Bem             | Venceu    |
| 2012 | Festival Iberoamericano de Cinema de Sergipe  | Melhor Atriz                        | Febre do Rato                     | Venceu    |
| 2013 | III Anápolis Festival de Cinema               | Atriz Coadjuvante                   | O Homem Mau Dorme Bem             | Venceu    |
| 2014 | Festival de Audiovisual de Belém              | Melhor Atriz                        | Blaxploitation: A Rainha Negra    | Venceu    |
| 2016 | 14ª Mostra ABD Cine Goiás - 18º FICA          | Melhor Atriz                        | Blaxploitation: A Rainha Negra    | Venceu    |
| 2015 | FESTin Lisboa                                 | Menção Honrosa pro Elenco           | Alemão                            | Venceu    |
| 2018 | CinEuphoria Prémios                           | Melhor Actriz Secundária            | São Jorge                         | Indicada  |
| 2018 | Prémios Sophia: Academia Portuguesa de Cinema | Melhor Atriz Principal              | São Jorge                         | Indicada  |
| 2021 | Festival Sesc Melhores Filmes                 | Melhor Atriz Nacional               | M8: Quando a Morte Socorre a Vida | Indicada  |
| 2022 | Festival Sesc Melhores Filmes                 | Melhor Atriz Nacional               | Doutor Gama                       | Indicada  |
| 2023 | Festival Sesc Melhores Filmes                 | Melhor Atriz Nacional               | A Morte Habita à Noite            | Pendente  |
| 2023 | Festival Sesc Melhores Filmes                 | Melhor Atriz Nacional               | Um Dia Qualquer                   | Pendente  |
| 2023 | Festival Sesc Melhores Filmes                 | Melhor Atriz Nacional               | Alemão 2                          | Pendente  |

## Ligações Externas
- Mariana Nunes. no IMDb.